# Marianne Allen Tasker
Marianne Allen Tasker  (1852–1911) var en nyzeeländsk tjänsteflicka, feminist, och fackföreningsledare. Hon föddes i Brighton, Sussex, England, och var med om att bilda Women's Democratic Union.

### Fotnoter
1. ↑  Pike, Brigid. ”Marianne Allen Tasker”. Dictionary of New Zealand Biography. Ministry for Culture and Heritage. http://www.teara.govt.nz/en/biographies/2t10. Läst 1 december 2011.